# Polizeiruf 110: Kleine Dealer, große Träume
Kleine Dealer, große Träume ist ein deutscher Kriminalfilm von Urs Odermatt aus dem Jahr 1996. Der vom SDR produzierte Fernsehfilm erschien als 182. Folge der Filmreihe Polizeiruf 110.

## Handlung
Atze Pöhlein, Inhaber der Diskothek Roxi, findet seine Freundin Bibi nackt auf der Straße, nachdem sie mal wieder Heroin genommen hat. Er ahnt, dass sie die Drogen von Drogenbote Richie erhalten hat, sucht ihn auf und erwischt ihn mit einem Kilogramm Heroin. Er bedroht Richie mit einer Waffe und nimmt das Heroin an sich. Zunächst plant er, den Stoff zu vernichten, will dann jedoch den Verkauf an die eigentlichen Dealer selbst übernehmen, um Bibi mit dem Geld einen Entzug in einer Schweizer Klinik zu ermöglichen. Sie ist in der neunten Woche schwanger und will endlich clean werden; beide wollen eine Familie gründen.
Bei der Stoffübergabe ist überraschend die Polizei, darunter Vera Bilewski und ihr Partner Heiner Speth, anwesend. Die Dealer schießen auf Vera, die am Arm getroffen wird, während Atze mit dem Heroin davonläuft. Heiner bringt ihn nach längerem Sprint zu Fall. Beide kennen sich, war Atze doch einst mit Heiners Schwester zusammen, die ebenfalls heroinabhängig war und sich noch minderjährig das Leben nahm. Atze überzeugt Heiner davon, nicht auf Vera geschossen zu haben, und Heiner lässt ihn laufen, nachdem er zuvor die Drogen an sich genommen hat.
Heiner verwischt die Spuren, so löscht er die Videobänder, die die Drogenübergabe zeigen. Vera wird misstrauisch und gibt die Kassetten der Polizeitechnik. Die stellen fest, dass die Bänder ursprünglich bespielt waren und erst nachträglich gelöscht wurden. Die Dealer wenden sich unterdessen an Richie, der die konfiszierten Drogen von der Polizei zurückkaufen soll. Bald wird klar, warum die Polizei am Tag der Drogenübergabe vor Ort war: Richies Ex-Freundin Anja, die das gemeinsame Kind aufzieht, wusste, dass Richie an dem Abend ein großes Ding drehen will. Da sie im Roxi beobachtete, wie Richie immer jüngere Frauen zum Drogenkonsum brachte, zeigte sie Richies Pläne bei der Polizei an. Dass nun Atze erwischt wurde, tut Anja leid.
Zufällig lernt Vera Atzes Mutter kennen und erfährt schließlich beim Besuch von Heiners Mutter, dass Heiners Schwester und Atze einst ein Paar waren. Heiner gerät unterdessen immer mehr in Schwierigkeiten. Nach einer mit Atze durchzechten Nacht wacht er neben Richies Leiche auf. Anschließend wird er von den Dealern zu ihrem Chef Dr. Weihrauch zitiert, der ihm deutlich macht, auf einem Rückkauf des Stoffs zu bestehen. Der jedoch befindet sich in Heiners Büro. Vera wiederum hat ihm in der Zwischenzeit die Mitarbeit am Fall entzogen, da er die Ermittlungen wissentlich behindert hat, um Atze zu decken.
Bibi, die von Richie nun nicht mehr mit Heroin versorgt wird, leidet am kalten Entzug. Atze bringt sie zu seiner Mutter, wo er auf Vera trifft. Vera will ihn festnehmen, doch kann Atze der infolge der Schießerei einen Gips tragenden Vera leicht entkommen. Vera hat für die weiteren Ermittlungen zunächst Heiner entlastet, der für den Zeitraum von Richies Ermordung ein Alibi hat. Eines Abends steht Heiner vor ihrer Tür. Er hat bei den Ermittlungen Fehler gemacht, wie er zugibt, will sich nun jedoch rehabilitieren. Der Stoff soll den Dealern zum Kauf angeboten werden, wobei die Polizei die Übergabe für eine Festnahme nutzen soll. Vera stimmt zu. Am Ende können die Dealer tatsächlich festgenommen werden. Heiner lässt Atze mit dem Geld für die Drogen entkommen, da nur so Bibis Entzug finanziert werden kann. Heiner verteidigt sein Vorgehen vor Vera, sei das Drogengeld doch so gut angelegt. Vera meint nur, dass sie nun tatsächlich nichts mehr für ihn tun könne.

## Produktion

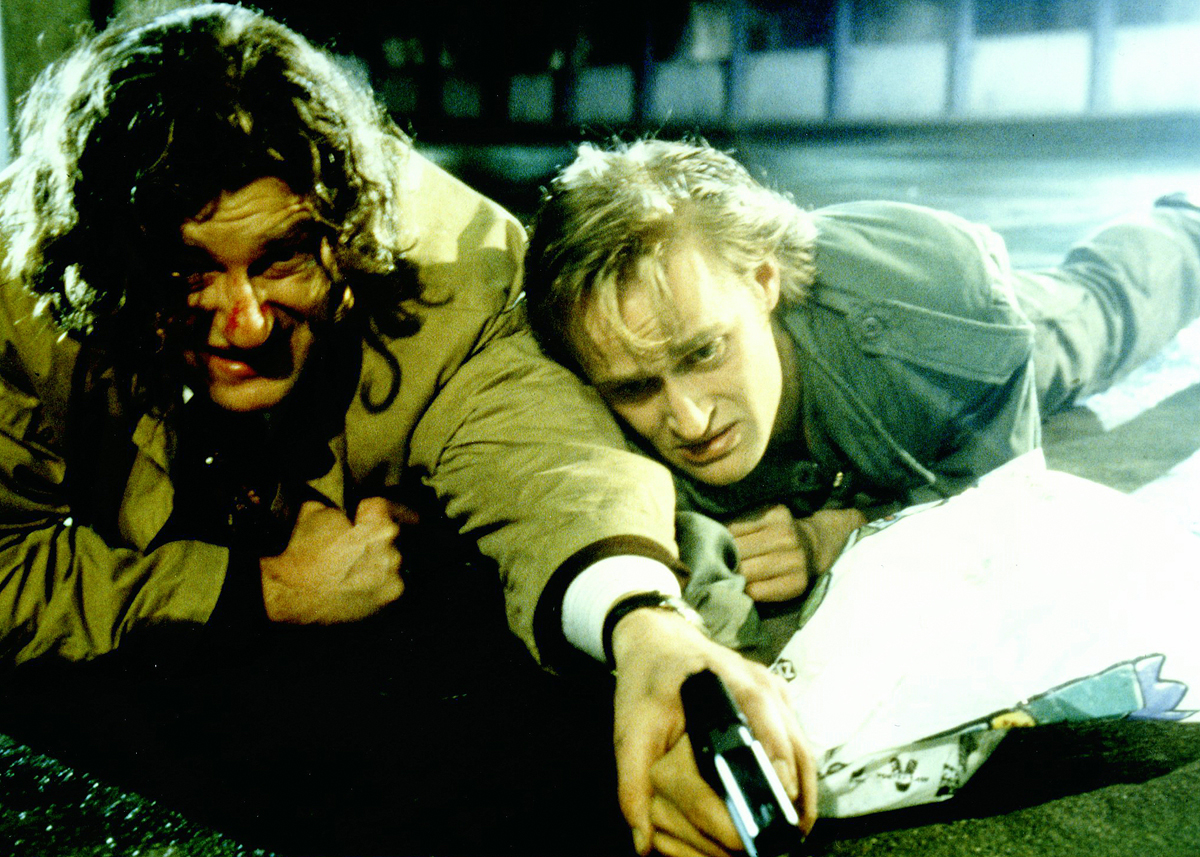
Dominic Raacke und Jürgen Vogel in Kleine Dealer, große Träume

Kleine Dealer, große Träume wurde in Heilbronn und Umgebung sowie in Stuttgart gedreht. Die Kostüme des Films schuf Annette Schaad, die Filmbauten stammen von Klaus-Peter Platten und Regine Witzig. Als zentrales Lied über Vor- und Abspann ist Zombie von The Cranberries zu hören.
Der Film erlebte am 16. Juni 1996 auf dem Ersten seine Fernsehpremiere. Die Zuschauerbeteiligung lag bei 21,2 Prozent. Es war die 182. Folge der Filmreihe Polizeiruf 110. Vera Bilewski ermittelte in ihrem 2. Fall.

## Kritik
Die Süddeutsche Zeitung bezeichnete Kleine Dealer, große Träume als eine Polizeiruf-Folge, „in der es ziemlich lange keinen Toten gibt und doch von Beginn an sehr viel Spannendes passiert.“ Regisseur Odermatt lasse „theatralisch, temporeich und witzig spielen, und die Autoren Klaus Peter Wolf und Friedhelm Zündel drehen die Beziehungen von Guten und Bösen so ineinander, daß sich die Grenzen zwischen Polizei und Opfer und Täter immer wieder auflösen.“
Der Tagesspiegel nannte den Polizeiruf einen „aus lauterstem Willen zum Höheren fehlgeschlagene[n] Film“ mit exzentrischen Kameraeinstellungen; „alles wirkte gezerrt, schmerzhaft gezerrt, und jedes Gesicht ab dreißig wie aus dem Wachsfigurenkabinett. Voll von Aussage so leer, so ernsthaft nur Kintopp“. „Gut besetzt ist hier schon halb gewonnen“, befand hingegen TV Spielfilm.